# I Can't Help It
"I Can't Help It" er en sang fra Michael Jacksons Off the Wall-album. Sangen handler om at Michael Jackson hverken kan eller vil hjælpe en person med et problem (I Can't Help It if I wanted to. I wouldn't help it even if I could.)
| Musik | Spire Denne musikartikel er en spire som bør udbygges. Du er velkommen til at hjælpe Wikipedia ved at udvide den. |